# Seminara
Seminara (Siminara in calabrese) è un comune italiano di 2 472 abitanti della città metropolitana di Reggio Calabria in Calabria.
La città di Seminara fu famosa per le tre Battaglie avvenute durante le Guerre d'Italia delle quali: la prima Battaglia di Seminara, fu il 28 giugno 1495 durante la Prima guerra italiana, tra Francia e l'Alleanza della Spagna e di Napoli; la seconda, il 25 dicembre 1502, e la terza, il 21 aprile 1503, durante la Seconda guerra italiana, tra Francia e Spagna che, con il trattato segreto di Granada (l'11 aprile 1500), si erano appena spartite il Mezzogiorno di Federico d'Aragona.

## Geografia fisica
Seminara è un comune della Piana di Gioia Tauro posto a 290 m s.l.m, delimitato da una parte dall'Aspromonte e dall'altra dal Mar Tirreno. È di aspetto moderno perché ricostruito dopo il terremoto del 1908.

## Storia
Nel 1495, durante la prima guerra italiana, si svolse nei pressi della città la rinomata battaglia tra i francesi e Gonzalo Fernández de Córdoba insieme a Ferrandino d'Aragona che segnò l'inizio della riconquista del regno di Napoli da parte di quest'ultimo.

## Monumenti e luoghi d'interesse

### Architetture religiose
Nel territorio comunale di Seminara vi sono le seguenti chiese cattoliche:
- Basilica santuario di Maria Santissima dei Poveri (1933), l'edificio è in stile neoromanico ed al suo interno conserva la venerata statua lignea della Madonna dei Poveri. Altre opere d'arte di valore sono due statue di San Pietro e San Paolo del XV secolo, una Madonna con bambino attribuita ad Antonello Gagini ed un Crocifisso ligneo del XII-XIII secolo. La chiesa fu elevata alla dignità di basilica minore il 30 maggio 1955 da papa Pio XII;[4]
- Chiesa di San Michele (XIX secolo), l'edificio in stile neoromanico venne parzialmente ricostruito dopo il terremoto del 1908. Custodisce la statua di San Rocco, una pala d'altare marmorea del XVI secolo raffigurante l'Epifania ed una tela, dello stesso secolo, di Santa Maria delle Grazie;
- Chiesa di Sant'Antonio dei Pignatari (XX secolo), anche questo luogo di culto venne ricostruito dopo il terremoto del 1908 e ristrutturato nel 2000. Al suo interno si trova la statua di Sant'Antonio di Padova, una Vergine con il Bambino del XVI secolo e lo stemma imperiale di Carlo V;
- Chiesa di San Marco (XVIII secolo), ricostruita dopo il terremoto del 1783 e, parzialmente, dopo il 1908, nel XXI secolo è stata oggetto di lavori di restauro. Al suo interno conserva statua della Madonna degli Angeli, attribuita ad Antonello Gagini (XVI secolo). Dello stesso secolo sono alcuni dossali marmorei;
- Chiesa di Sant'Anna (1928), sorge nell'omonima frazione e al suo interno conserva la venerata statua di Sant'Anna con la Vergine Maria;
- Chiesa di San Luigi (1910), anch'essa luogo di culto della frazione di Sant'Anna di Seminara;
- Chiesa di Maria Santissima Addolorata (1910), sorge nella frazione di Barritteri, al suo interno è collocata la statua della Madonna Addolorata;
- Chiesa di San Giuseppe (XX secolo), luogo di culto della frazione di Barritteri;

Inoltre nel 2005 è stata realizzata la chiesa dei Santi Elia e Filarete, luogo di culto dell'Arcidiocesi ortodossa d'Italia e Malta, giurisdizione ecclesiastica del Patriarcato ecumenico di Costantinopoli.

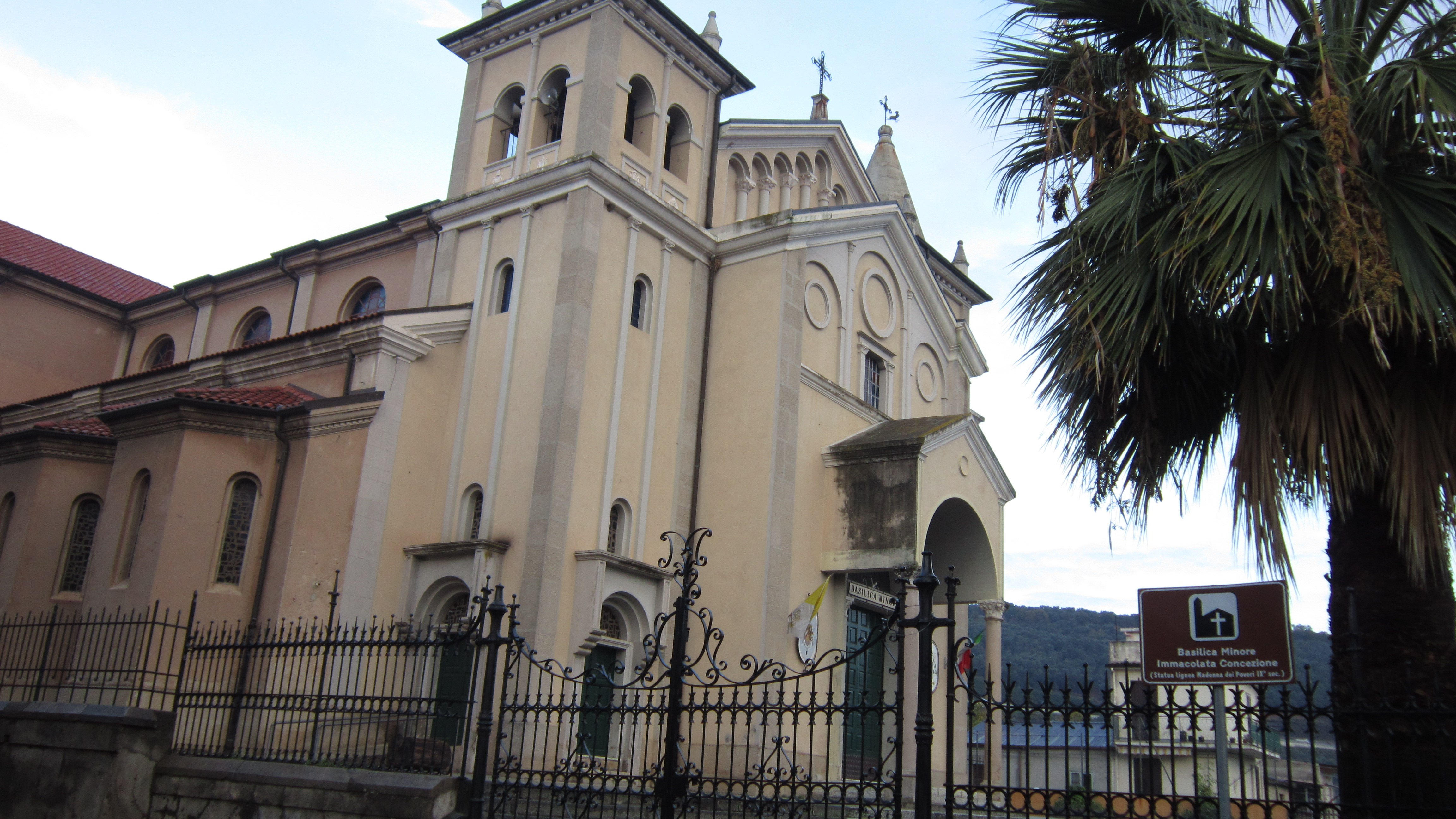
Basilica di Maria Santissima dei Poveri
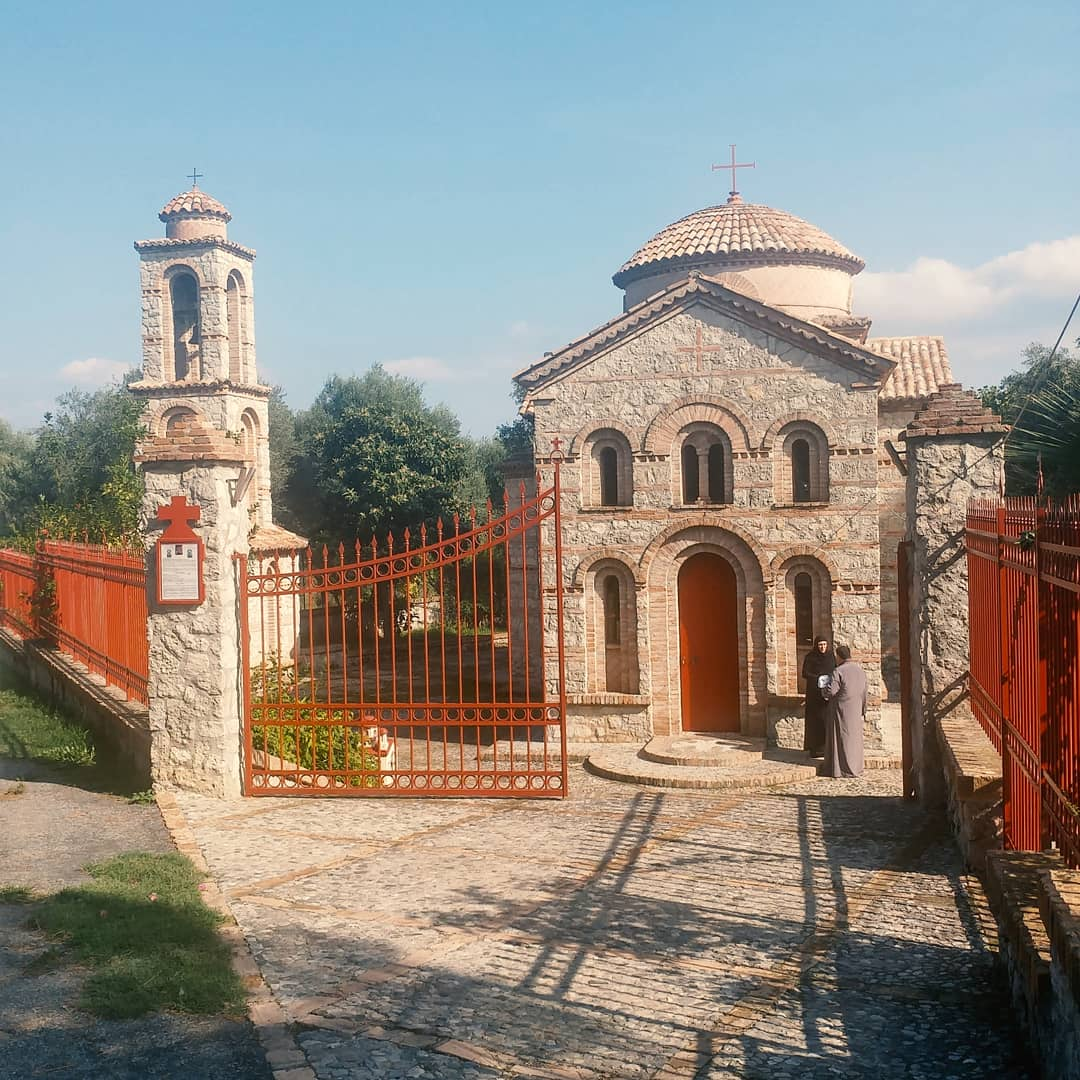
Chiesa ortodossa dei Santi Elia e Filarete

### Altro
- Museo di arte sacra all'interno della Basilica-Santuario che contiene anche opere riguardanti l'arte profana e la storia di Seminara
- Botteghe dei ceramisti di cui Seminara è famosa

#### Monumenti
Nel territorio comunale di Seminara vi i seguenti monumenti:

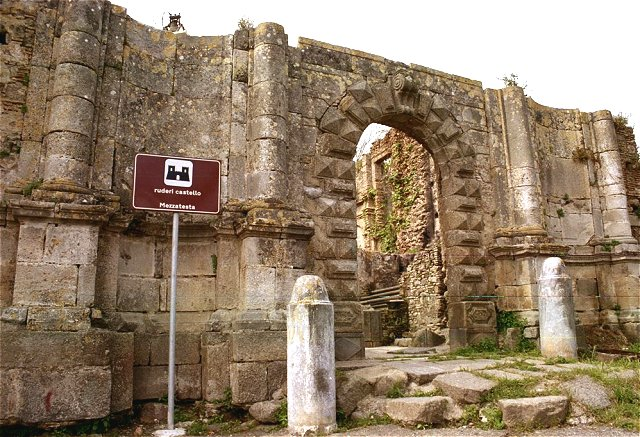
Castello famiglia nobiliare "Mezzatesta", Seminara

- Altare del Calvario;
- Fontana Rosella;
- Obelisco basiliano;
- Monumento ai caduti di guerra.

### Archeologia
I più importanti reperti archeologici di Seminara sono:
- il borgo di Sant'Antonio, antiche mura di cinta della città;
- l'Arco di Rosea;
- i ruderi dell'Ospedale, costruito tra il 1400 ed il 1450, ed il più antico ospedale della Calabria.
- Castello Mezzatesta antico palazzo seicentesco, che fu in parte restaurato in stile ottocentesco era abitato dai governanti di Seminara come le famiglie nobili dei Mezzatesta e Spinelli.
- Fontana Rosella

### Architetture religiose antiche
- Antica chiesa di San Marco

Evangelista, chiesa dei cappuccini.

## Società

### Evoluzione demografica
Abitanti censiti

### Religione
La religione più diffusa è quella cattolica di rito romano. La città fa parte della diocesi di Oppido Mamertina-Palmi e del vicariato di Palmi. Il territorio comunale è attualmente suddiviso in tre parrocchie: Immacolata Concezione, Maria Santissima Addolorata, e Sant'Anna. Sempre in ambito del cattolicesimo sono presenti a Seminara un istituto religioso femminile, composto dalle Ancelle riparatrici del Sacro Cuore di Gesù, e due congregazioni laiche, la Confraternita di San Marco e la Confraternita di San Rocco.
Altre religioni sono praticate dalla cittadinanza straniera residente a Seminara. In particolare è presente, tra gli immigrati dell'est Europa, una comunità ortodossa che dispone di un monastero e di un proprio luogo di culto, la chiesa dei Santi Elia e Filarete.

Varia di Seminara

### Tradizioni e folclore

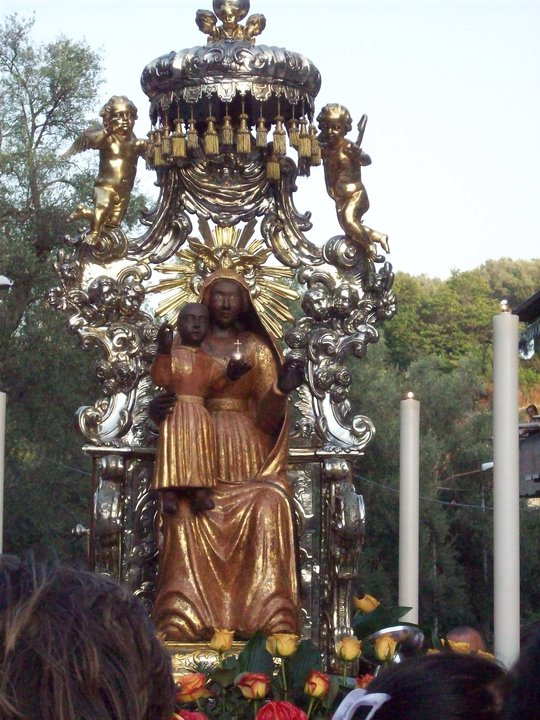
La venerata icona di Maria Santissima dei Poveri.

Sono numerose le tradizioni di Seminara, soprattutto legate a festeggiamenti religiosi. La più importante di esse è la festa di Maria Santissima dei Poveri, celebrata fin dall'anno 1010 ogni 14 agosto, con solenne processione della statua della Vergine per le vie cittadine. Tra i festeggiamenti civili in onore della Madonna vi sono concerti, spettacoli pirotecnici ed il tradizionale ballo dei Giganti.Si fa anche la processione del palio, fino al 1908 c'era anche la varia alta 20 metri. L'elenco completo delle celebrazioni cattoliche che vengono svolte durante l'anno, nel territorio comunale, è il seguente:
- Festa di San Giuseppe, 19 marzo, nella frazione di Barritteri;[13]
- Festa di Sant'Antonio da Padova, 13 giugno;
- Festa di San Luigi Gonzaga, 20 giugno, nella frazione di Sant'Anna di Seminara;[14]

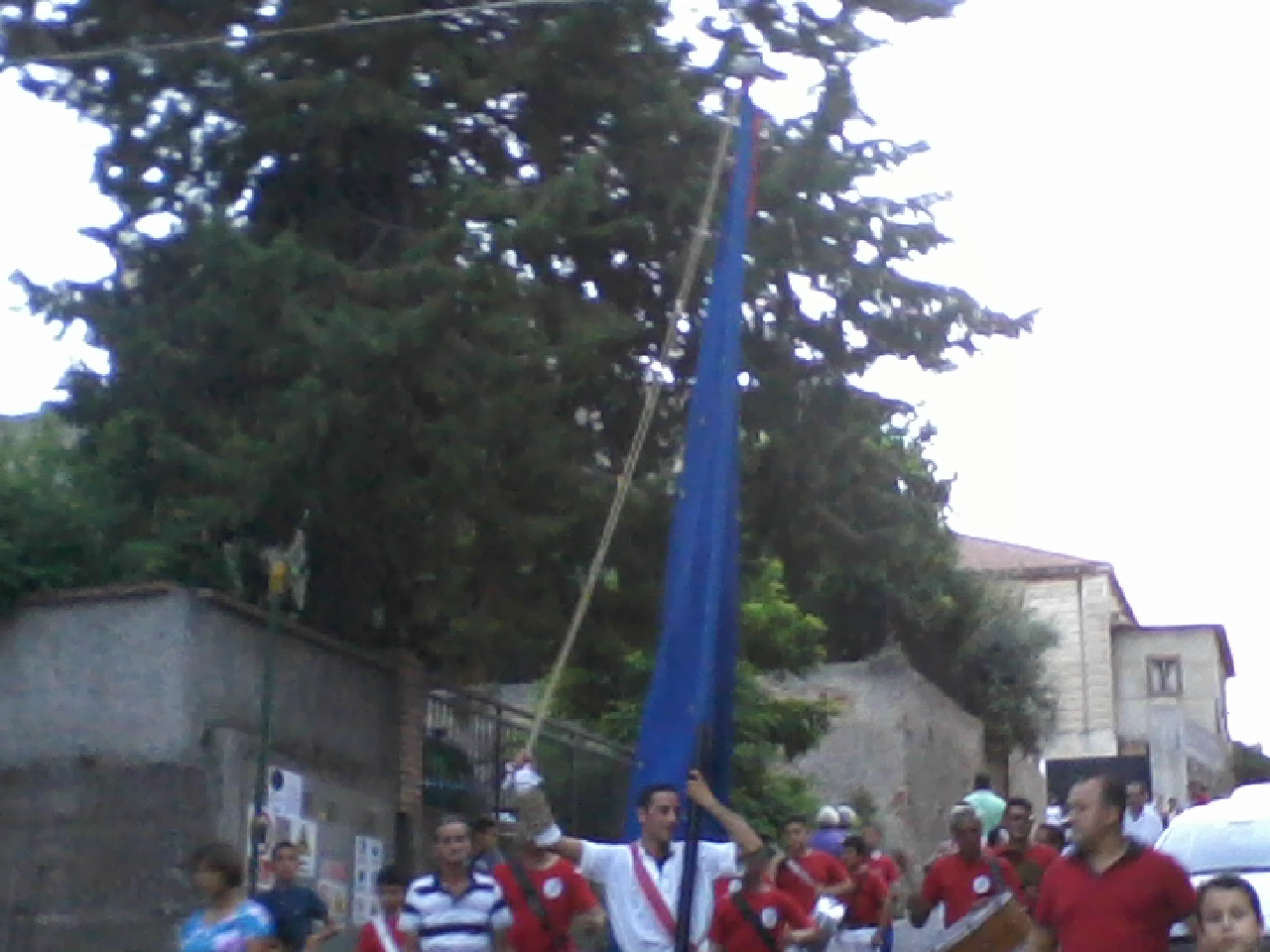
Palio di Seminara

- Festa di Maria Santissima del Carmelo, 16 luglio;[15]
- Festa di Sant'Anna, 26 luglio, nell'omonima frazione;[16]
- Palio di SeminaraFesta di Maria Santissima dei Poveri, 14 agosto;
- Festa di Maria Santissima Addolorata, seconda domenica di settembre, nella frazione di Barritteri;
- Festa di San Rocco, terza domenica di settembre;
- Festa di San Mercurio, 25 novembre.[17]
- Processione dell'Addolorata, venerdì Santo, processione molto emozionante che rappresenta la Madonna vestita di nero che si incontra con il corpo del figlio morto;Giganti di Seminara "Mata" e "Grifone" conservati nel Palazzo Comunale

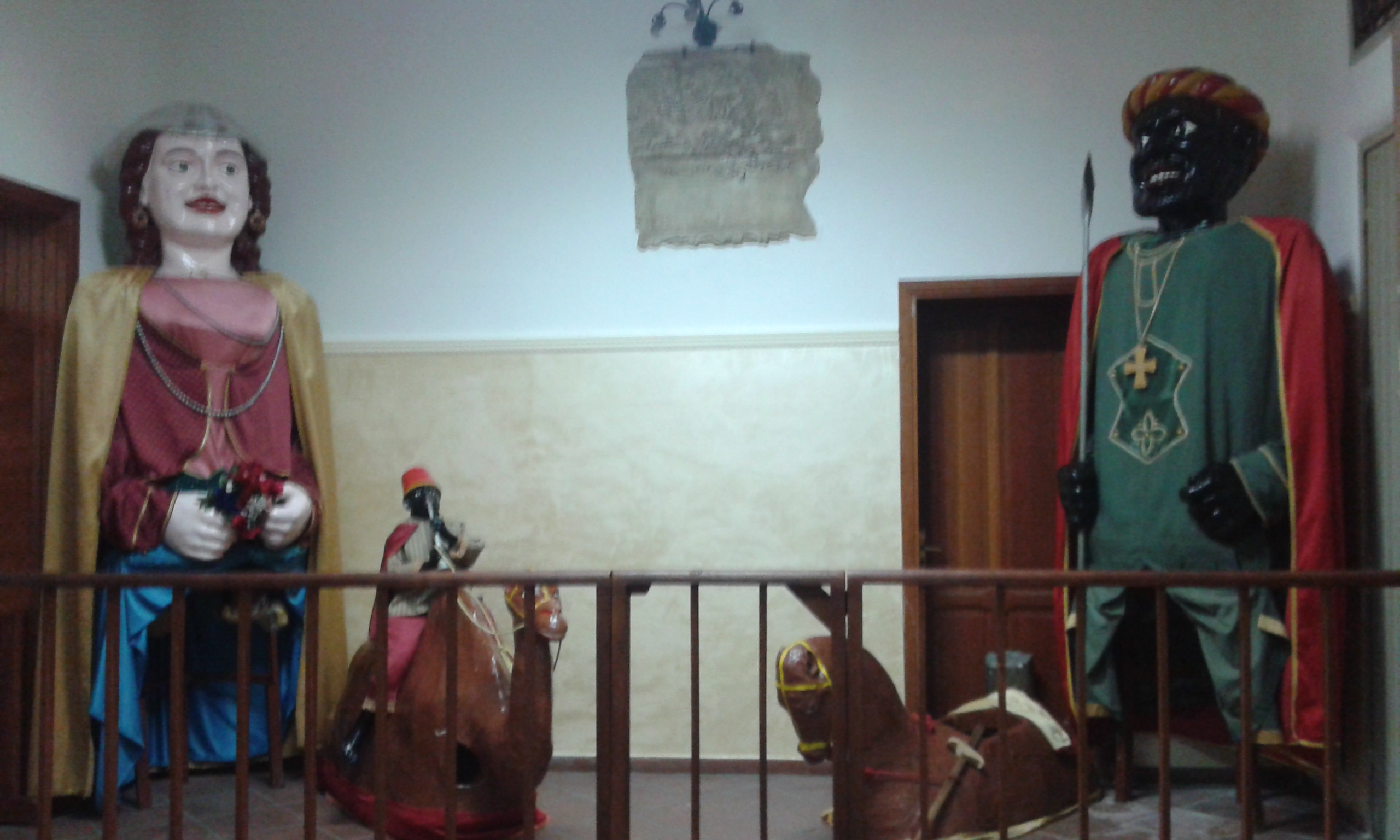
Giganti di Seminara "Mata" e "Grifone" conservati nel Palazzo Comunale

- Affruntata, periodo di Pasqua, anch'essa molto emozionante rappresenta la Madonna che incontra suo figlio risorto;
- Passione di Cristo è una rappresentazione della vita di Cristo nel periodo della sua passione, essa avviene durante il periodo di Pasqua nelle vie del paese anch'essa è molto emozionante e raccoglie migliaia di turisti.

### Ceramica

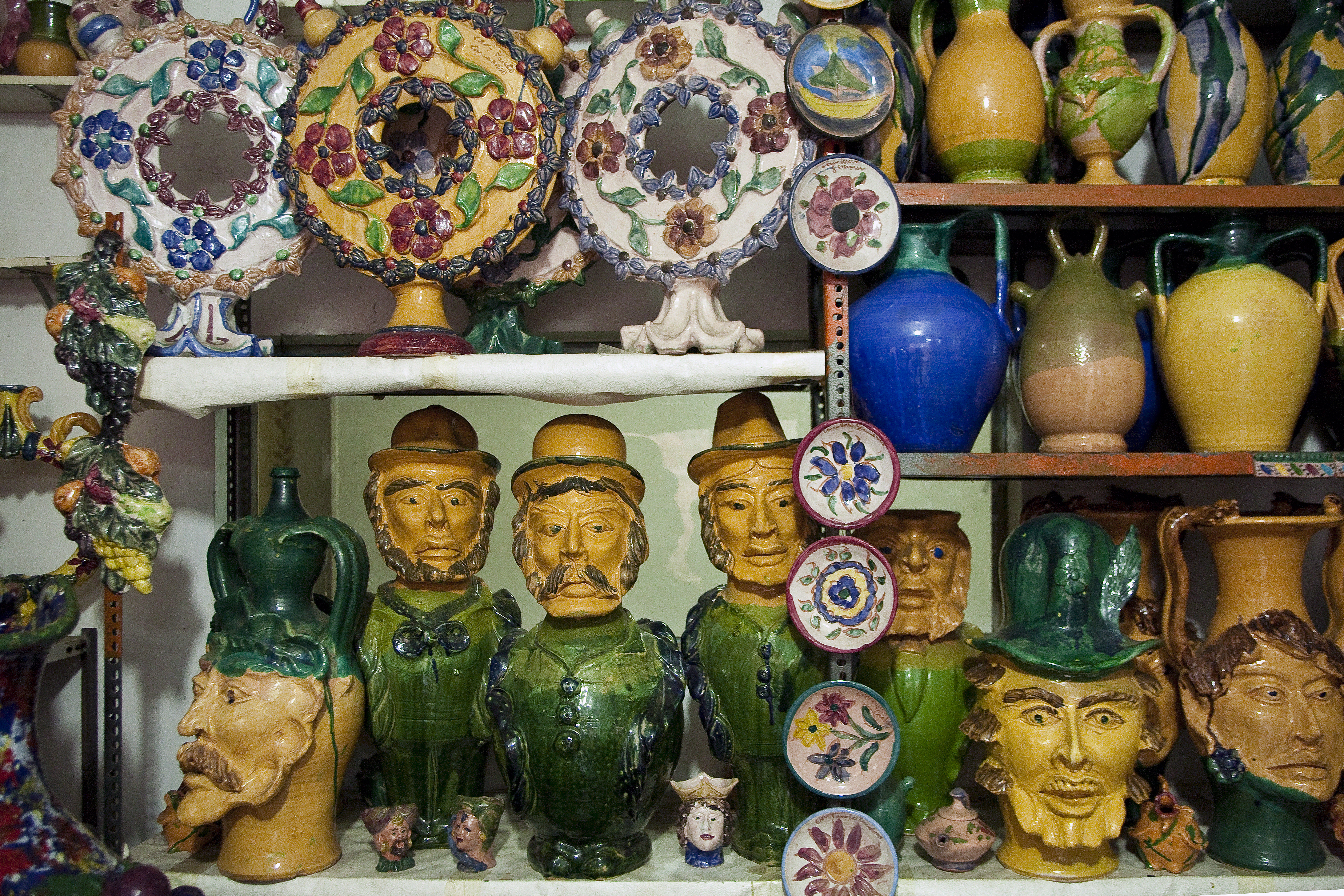
Ceramica tradizionale di Seminara

A Seminara si registra una vivace presenza di fornaci che perpetuano una fiorente lavorazione artigianale delle ceramiche artistiche caratterizzata dalle sue forme originali e vivacemente colorate: tra queste si segnalano le bottiglie e fiasche antropomorfe (babbaluti o babbuini), maschere grottesche, piccole brocche con becco (bumbuleji), borracce a forma di pesce.

### Corteo storico di Carlo V
Famoso è il corteo storico in memoria dell'entrata trionfante di Carlo V a Seminara dopo aver sconfitto i mori in Tunisia. Si tratta di una sfilata per le vie della città con costumi d'epoca; questa manifestazione avviene la prima decade di agosto a cadenza non annuale.

## Cultura

### Biblioteche
La biblioteca principale della città è la biblioteca comunale. La sua collocazione attuale è nella sede dell'ex palazzo della pretura.

### Scuole
Nel comune di Seminara sono ubicate due scuole dell'infanzia, due scuole primarie e una scuola media, che fanno capo all'istituto "De Zerbi - Milone" nella città di Palmi. Di queste, una scuola dell'infanzia e una primaria sono ubicate nella frazione di Barritteri.

### Musei
Il Museo principale è il museo delle Ceramiche di Calabria, inaugurato nel 2019. All'interno sono presenti oggetti e manufatti suddivisi per paese di produzione, Squillace, Seminara, Mileto, Tropea, Vibo Valentia. Molte opere locali sono state donate dai ceramisti, noti come "pignatari" che tutt'oggi utilizzano tecniche bizantine per la produzione della stessa.
Un secondo museo è quello della Basilica della Madonna dei Poveri detto "Tesoro della Basilica" formato da tre sale. All'interno troviamo antichi ornamenti della vita religiosa, varie opere in argento e tele come l'immacolata di Giovanni Angelo d'Amato e un ritratto di Beato Angelo D'Acri.

### Arte
Dell'arte cittadina dei secoli passati non rimane molto, in quanto i vari terremoti che si sono susseguiti nel corso del tempo hanno distrutto ogni forma architettonica ed artistica. Sicuramente la più antica opera custodita, arrivata intatta, è la statua della Madonna dei Poveri risalente al VII secolo e conservata nella Basilica della Madonna dei Poveri. Sempre nella stessa possiamo trovare una statua raffigurante la Maddalena di Rinaldo Bonanno risalente alla fine del XVI secolo.  L'Obelisco basiliano risalente al X secolo per opera dei monaci basiliani e ricollocato nella piazza Mercato dopo il terremoto del 1783. Le chiese cittadine sono ricche di opere cinquecentesche sottratte alle macerie. Tra queste possiamo ricordare la Madonna degli Angeli di Antonello Gagini custodita nella chiesa di San Marco e altre opere marmoree risalenti al XVI. Nel palazzo del Municipio possiamo trovare dei bassorilievi risalenti al XVI, rappresentanti la sconfitta dei francesi ad opera degli spagnoli. La pala marmorea di scuola toscana del '500 custodita nella chiesa di San Michele.

### Cinema
Il territorio seminarese, nell'ultimo ventennio, è stato un set naturale nel quale sono stati girati alcuni film cinematografici ed alcune serie televisive:  The Opening girato nel 2010 e di Quel Che resta (2011). Alcune scene della serie Il Capitano, sono state girate nelle campagne di Seminara. Il municipio del comune di Seminara è stato anche il set di alcune scene del film A Chiara (2021).
Artemisia Sanchez è una miniserie televisiva ambientata nella Seminara del Settecento.
Di Seminara è il protagonista del fumetto, Giovanni Mascherpa, un vice questore detto il commissario, prodotto dalla Polizia di Stato e distribuito nelle scuole per sensibilizzare ed accrescere il senso civico nei giovani.

### Musica
La musica ha svolto un ruolo importante nella storia cittadina. Tra i movimenti musicali di Seminara il più importante è rappresentato dalla Banda Musicale. Formalmente istituita il 19 Settembre del 1817 tramite atto notarile, successivamente municipalizzata nel 1868 e, come da accordi con il Comune, da essa nacque anche una scuola di musica. La scuola è attiva ancora oggi e prendeva il nome di Scuola Civica di Musica "S.Galati". Dal 2013 è intitolata a Michele Mammoliti.

### Cucina
La cucina Seminarese è legata alle ricorrenze religiose ed incentrata su prodotti ortofrutticoli e legumi accompagnati alla pasta fatta in casa. Tipicamente, a Natale e all'Epifania, si usa mettere in tavola tredici portate, mentre a carnevale si mangiano maccheroni, polpette e carne di maiale. La Pasqua si festeggia con l'arrosto d'agnello, i cuddhureddi, dolce infornato a base di farina dove al centro viene spesso inserito un uovo sodo.
A Seminara vengono prodotte le Pitte di San Martino, un dolce tipico, a base di farina con miele, glassa di zucchero farcite di uva passa e contornate con minuscole palline zuccherate, che venivano originariamente prodotti durante il periodo natalizio. Sempre a natale, ed in particolare a San Giuseppe, vengono fatte i Zippuli o Zeppole salate, riempite con le acciughe.
Dolci tipici di Seminara sono i 'nzuddhi o mostaccioli, un dolce di origine greca a base di farina e miele che veniva venduto durante le feste patronali in tutta la Calabria.
Altri esempi di cucina sono la parmigiana di melanzane al forno; la struncatura; pasta e broccoli; pasta e vaianeja o Fagiolini; Friselle di mais o integrali al peperoncino, all'origano; la pignolata e le nacatole per il carnevale.

## Economia
Per l’elevata presenza di olivi, il settore primario è quello maggiormente sfruttato sul territorio. Segue il settore manifatturiero con la presenza di botteghe per la lavorazione delle ceramiche, rame ed oro. Il terziario è fortemente in crescita nella frazione di Barritteri.

### Agricoltura
Le aree agricole interessano gran parte del territorio comunale e i suoi prodotti rivestono un ruolo importante nell'economia locale. Le principali colture agrarie sono rappresentate da oliveti, seminativi, vigneti e qualche agrumeto.
Le varietà di olivo più diffuse sono le ottobratica e la sinopolese. Queste piante hanno un'altezza compresa tra i 15-20 metri. La coltivazione nei vari secoli, ha creato un vero e proprio “bosco di ulivi”.
I seminativi sono diffusi in modo sparso sia nella parte pianeggiante del territorio, in località Garanta, e sia nella parte collinare, nella frazione di Barritteri e in località Piani della Corona. Si tratta di aree pianeggianti, a circa 500 metri dal livello del mare, dove si coltivano prevalentemente cereali, ortaggi, patate, fagioli, pomodori e melanzane. Tutti i prodotti sono strettamente legati all'autoconsumo o al consumo di prossimità. Non sono infatti presenti aziende che praticano moduli intensivi, date le modeste superfici interessate.
I vigneti, coltivati soprattutto nelle costa, hanno rivestito un ruolo importante ed hanno influenzato molto la coltura che un tempo era molto diffusa. Vi rimangono tracce di alcune cantine abbandonate o convertite in parchi. In epoca passata le terre, sottratte al bosco, furono modellate attraverso la costruzione di muri a secco, le armacìe (o armacère), che permettevano la coltivazione dell'uva anche in terreni con forti pendenze. Oggi, i pochi appezzamenti odierni vengono utilizzati per l’autoconsumo.

### Artigianato
Già nel ‘700, Seminara, era conosciuta per le sue ceramiche. Le maschere apotropaiche hanno origini greche e, secondo la tradizione, servono ad allontanare gli spiriti cattivi dalle case. Queste maschere hanno delle forme goffe.
I ceramisti vengono detti "Pignatari" e producono le ceramiche seguendo le antiche tecniche bizantine. Le fornaci tradizionali sono alimentate a nocciolo di olivo.
I colori utilizzati sono preparati direttamente in una macina mescolando il piombo cotto in una fornace con gli ossidi metallici, a base di rame per il verde, di ferro per il giallo, di manganese per il marrone, e il blu Sevres.
Oggi, le forme maggiormente lavorate, sono: orci a forma di riccio o “porroni a riccio”, comunemente noto come il "Riccio di Seminara"; boccali dette "cannate", spesso con ornati a rilievo detti "cuccumi"; brocche con becco dette "bumbuleji"; anfore biansate dette "lancelle"; borracce a ciambella; borracce a forma di pesce che avevano uno scopo strettamente votivo in quanto destinate ai pellegrini che si recavano a venerare San Rocco a Rosarno; lanterne; bottiglie e fiasche antropomorfe dette “babbaluti”; vasi da balcone dette "graste". Per finire, il “gappacumpari” o “bevi se puoi”: una brocca da vino con una serie di fori da cui può bere solo chi è molto abile.
Oltre alle ceramiche, sono ancora presenti botteghe per la lavorazione dell’oggettistica in oro ed in rame, che si distingue per la fusione di vecchi e nuovi stili e per l'originalità. La tessitura della seta su antichi telai col solo supporto delle mani, dove si realizzano splendidi tappeti.
Di notevole pregio è stata la produzione di manufatti in vimini e tamburelli in legno e pelle.
Infine, la produzione di liquori e distillati, quali la grappa ha cessato la sua attività intorno agli anni novanta con l'acquisto da parte di un noto marchio.

### Servizi
Nella frazione di Barritteri sono presenti alcuni parchi privati con attività ricreative e di svago, aree di sosta per camper, strutture ricettive e servizi di ristorazione.

### Turismo
Grazie all'elevata presenza di opere storiche ed artistiche cinquecentesche, Seminara ha un forte turismo scolastico, di prossimità ed estero.
Essendo un territorio morfologicamente diversificato, lo rende idoneo per attività di trekking. Durante i periodi caldi vengono effettuati diverse escursioni sia sul versante interno, presso le fiumare e sia sul versante costiero, presso il sentiero del Tracciolino.
La spiaggia di Cala Janculla ha ottenuto, nel 2003, il riconoscimento da parte di Legambiente quale spiaggia più bella della Calabria e tra le prime 10 spiagge d'Italia e ha visto l'assegnazione di 2 vele blu da parte della stessa associazione.

## Infrastrutture e trasporti

### Strade
Il territorio comunale è attraversato dall'Autostrada A2.
I principali assi viari extraurbani che servono la città sono:
- Strada statale 18 Tirrena Inferiore;
- SP 86 Palmi - Seminara - Sant'Anna - Sinopoli;
- SP 42 Barritteri - Seminara;
- SP 35 Sant'Anna - Ponte vecchio - Castellace;
- SP 32 Palmi - Ponte vecchio;
- NSA 426 Barritteri (contrada Paparone) - Seminara;

### Ferrovie
Il territorio comunale è attraversato dalla Ferrovia Tirrenica Meridionale Battipaglia-Reggio Calabria, gestita dalla RFI SpA e la Ferrovia Gioia Tauro-Palmi-Sinopoli gestita dalle Ferrovie della Calabria (attualmente sospesa nell'esercizio).

### Mobilità urbana
Nel comune non è presente una linea di trasporto locale pubblico. Le Ferrovie della Calabria e alcune società private gestiscono invece i trasporti interurbani tra Seminara e gli altri centri della provincia.

## Amministrazione
Dalla metà del X secolo la città e i suoi territori furono sotto il controllo dei Bizantini.
Dal XVI fino al XVIII secolo fu sotto la famiglia Spinelli con delle brevi interruzioni. In particolare: il Duca Carlo Spinelli fino al 1572. Succedutogli il figlio Scipione I, il quale vendette la città al Conte Fabrizio Ruffo nel 1578. Nello stesso anno i cittadini riscattarono l'autonomia elevando la città a Università Madre, diventando di Reggio Dominio con governatore e ministri di pubblico dominio. Nel 1634, Palmi ottenne l'autonomia da Seminara.
Dalla metà del XVII secolo abbiamo in ordine cronologico:
- Scipione II (fino al 1641);
- Carlo Antonio (fino al 1725);
- Scipione III (fino al 1766);
- Giovan Battista II (22 febbraio 1792);
- Scipione IV - primogenito di Carlo Antonio Spinelli - (fino a Novembre 1797);
- Gaetano - fratello di Scipione IV;
- Ferdinando - ultimo discendente di Giovan Battista;
- Cristina (fino all'abolizione del feudalesimo - 1806).

Nel 1809 nasce il Comune di Seminara.
| Periodo           | Periodo           | Primo cittadino                                | Partito                                     | Carica                    | Note                                                                         |
| ----------------- | ----------------- | ---------------------------------------------- | ------------------------------------------- | ------------------------- | ---------------------------------------------------------------------------- |
| 16 luglio 1988    | 30 settembre 1991 | Carmelo Buggè                                  | DC                                          | sindaco                   | Scioglimento del consiglio comunale                                          |
| 30 settembre 1991 | 21 novembre 1993  | Ielo Gianfranco Saffioti Salvatore             |                                             | commissario straordinario | Nomina della commissione straordinaria                                       |
| 21 novembre 1993  | 16 novembre 1997  | Salvatore Patrizio Leone Costantino            | Partito Democratico della Sinistra          | sindaco                   |                                                                              |
| 16 novembre 1997  | 27 maggio 2002    | Salvatore Patrizio Leone Costantino            | lista civica di centro-sinistra             | sindaco                   |                                                                              |
| 27 maggio 2002    | 28 maggio 2007    | Antonio Pasquale Marafioti                     | lista civica di centro-destra               | sindaco                   |                                                                              |
| 28 maggio 2007    | 29 dicembre 2007  | Antonio Pasquale Marafioti                     | lista civica di centro-destra               | sindaco                   |                                                                              |
| 29 dicembre 2007  | 29 novembre 2009  | Maria Stefania Caracciolo Gianfelice Bellesini |                                             | commissario straordinario | Scioglimento del consiglio comunale e nomina della commissione straordinaria |
| 29 novembre 2009  | 10 dicembre 2012  | Antonio Bonamico                               | lista civica                                | sindaco                   |                                                                              |
| 10 dicembre 2012  | 27 maggio 2013    |                                                |                                             | commissario straordinario |                                                                              |
| 27 maggio 2013    | 10 giugno 2018    | Giovanni Piccolo                               | lista civica "Nuovi Orizzonti per Seminara" | sindaco                   |                                                                              |
| 10 giugno 2018    | 25 luglio 2021    | Carmelo Antonio Arfuso                         | lista civica "Tutti per Seminara"           | sindaco                   |                                                                              |
| 26 luglio 2021    | 3 ottobre 2021    | Roberta Mancuso                                |                                             | commissario straordinario | Dimissioni del consiglio comunale e nomina del commissario straordinario     |
| 4 ottobre 2021    | in carica         | Giovanni Piccolo                               | lista civica "RinnovaMenti"                 | sindaco                   |                                                                              |

## Collegamenti esterni

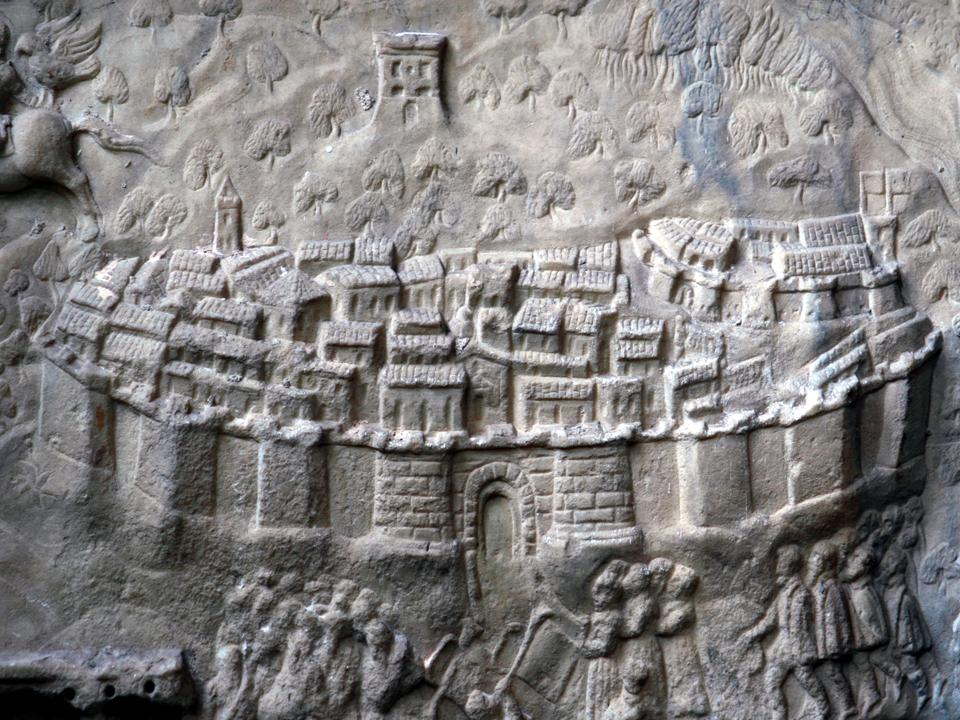
Seminara 1535, bassorilievo custodito nel Municipio di Seminara